# Adja-Ouèrè
Adja-Ouèrè è una città situata nel dipartimento dell'Altopiano nello Stato del Benin con 92 430 abitanti (stima 2006).